# Veniliornis spilogaster
Veniliornis spilogaster е вид птица от семейство Picidae.

## Разпространение
Видът е разпространен в Аржентина, Бразилия, Парагвай и Уругвай.